# 113213 Marcoolmo
113213 Marcoolmo è un asteroide della fascia principale. Scoperto nel 2002, presenta un'orbita caratterizzata da un semiasse maggiore pari a 2,7244488 au e da un'eccentricità di 0,1688586, inclinata di 7,36904° rispetto all'eclittica.